# Кишкинтайманас
Кишкинтайманас (каз. Кішкентай Манас) — озеро в Карабалыкском районе Костанайской области Казахстана. Находится в 9 км к юго-западу от Кособа (бывший совхоз Карабалыкский).
По данным топографической съёмки 1944 года, площадь поверхности озера составляет 1,22 км². Наибольшая длина озера — 1,3 км, наибольшая ширина — 1,2 км. Длина береговой линии составляет 4,1 км, развитие береговой линии — 1,04. Озеро расположено на высоте 214,8 м над уровнем моря.